# 아소르스멧박쥐
아소르스멧박쥐(Nyctalus azoreum)는 애기박쥐과 멧박쥐속에 속하는 박쥐이다. 아소르스 제도의 건조림에서 발견된다. 아소르스 제도에 서식하는 유일한 포유류 토착종이다. 아소르스 제도 대부분의 지역에서 기록되고 흔하지만 다른 지역에서는 희귀하다. 사람들에 의한 서식지 감소때문에 개체수가 위협을 받고 있으며, 개체군이 상당히 파편화되어 있다. 속이 빈 나무와 건물 그리고 동굴 속에서 매달려 생활하는 것으로 알려져 있다.